# Universität Südostchinas
Die Universität Südostchinas (chinesisch 東南大學 / 东南大学, Pinyin Dōngnán Dàxué, englisch Southeast University, kurz 东大,  Dōngdà, englisch SEU) in Nanjing (Volksrepublik China).
Sie ist eine der wichtigsten nationalen Universitäten und eine der ältesten Ausbildungsanstalten in China, die direkt durch das Ministerium für Bildung Chinas verwaltet wird.

## Geschichte
In ihren Ursprüngen reicht sie bis ins Jahr 258 zurück. 1902 wurde sie in eine moderne Hochschule umgewandelt und als „Pädagogische Hochschule Sanjiang“ (三江师范学堂) gegründet.
In den folgenden 50 Jahren wechselte sie mehrmals den Namen. Sie hieß u. a. 1905–1911 „Pädagogische Hochschule Liangjiang“ (两江师范学堂), 1914–1925 „Höhere Pädagogische Schule Nanjing“ (南京高等师范学校), 1926 „Staatliche Universität Südostchinas“ (国立东南大学), 1927–1930 „Staatliche Vierte Sun-Yatsen-Universität“ (国立第四中山大学) und „Staatliche Jiangsu-Universität“ (国立江苏大学), 1930–1949 „Staatliche Zentraluniversität“ (国立中央大学) und 1949–1952 „Staatliche Nanjing-Universität“ (国立南京大学). Während der landesweiten Umstrukturierung der Universitäten und Hochschulen im Jahre 1952 wurde sie in „Technische Hochschule Nanjing“ (南京工学院) umgewandelt.
Im Mai 1988 bekam die Universität dann ihren heutigen Namen. Im April 2000 wurden die „Medizinische Eisenbahn-Hochschule Nanjing“ (南京铁道医学院), die „Jiaotong-Fachhochschule Nanjing“ (南京交通高等专科学校) und die „Geologische Schule Nanjing“ (南京地质学校) mit der Universität Südostchinas verschmolzen. Der Hauptcampus befindet sich im Zentrum der Altstadt von Nanjing.
Die Universität gilt als Geburtsstätte der modernen Wissenschaft in der Volksrepublik China; vielfach hat sie eine Vorreiterrolle im chinesischen Bildungssystem eingenommen, etwa bei der Einführung der Koedukation wie auch der studentenzentrierten Lehrmethoden im Gegensatz zum traditionellen Frontalunterricht. Zu den prominentesten Absolventen zählt der ehemalige Staatspräsident Jiang Zemin.
Die Universität Südostchinas ist eine der führenden Forschungsuniversitäten in China und belegt in zahlreichen Rankings immer einen Platz unter den Top 10 in der wissenschaftlichen Forschung und Entwicklung.

## Organisation und Ausrichtung

### Gliederung

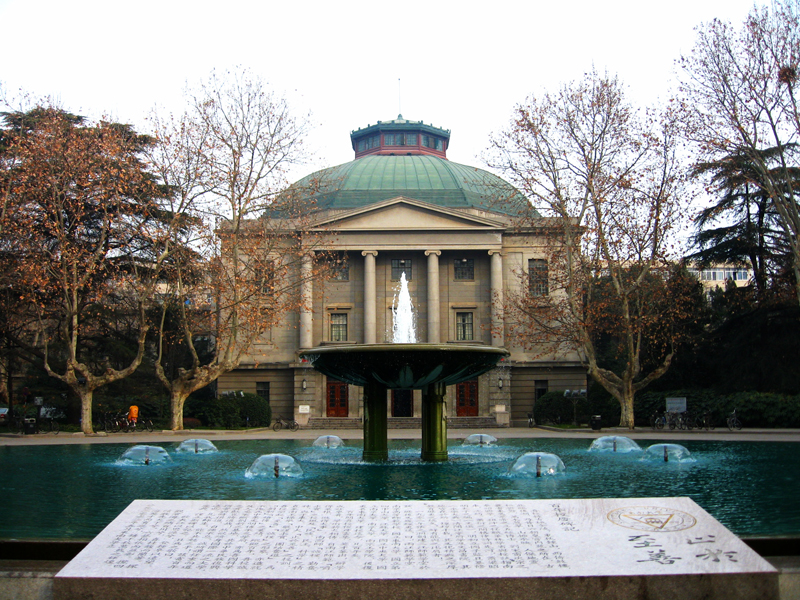
Auditorium der Universität

Die Universität Südostchinas ist eine Volluniversität mit den Abteilungen Technik, Kunst, Sozialwissenschaften, Recht, Wirtschaft, Management und Sprachen. Schwerpunkt ist Engineering. Die Universität verfügt über mehr als 34 Schulen oder Abteilungen mit insgesamt 76 undergraduate Disziplinen. Sie hat 30 Post-Doc-Stationen und bietet 95 PhD-Programme und 208 Master-Studiengänge. Weitere Bereiche sind Architektur, Bauwesen, Elektronik, Informationstechnologie, Energie, Energietechnik und Verkehrstechnik.
Die Gesamtzahl der Dozenten und Mitarbeiter ist 5.030, einschließlich 2.832 Vollmitglieder oder assoziierten Professoren, 450 Doktoranden, Aufsichtsbehörden, 12 Akademiker der Chinesischen Akademie der Wissenschaften und der Akademie der Ingenieurwissenschaften, 48 „Cheung Kong Scholar“ Professoren. Derzeit gibt es über 31.000 Vollzeitstudenten, von denen etwa 10000 Doktoranden sind. Sie verfügt über mehr als 50 nationale und provinzielle Forschungsinstitute. Der Forschungsfonds überschritt im Jahr 2017 RMB 2,31 Mrd.

Neben dem im Stadtzentrum gelegenen Sipailou-Campus und Dingjiaqiao-Campus gibt es seit 2006 einen weiteren, ebenfalls nach seinem Stadtbezirk benannten Jiulonghu-Campus. Dort sind vor allem jüngere Studenten untergebracht. Die Gesamtfläche beträgt 427 Hektar.

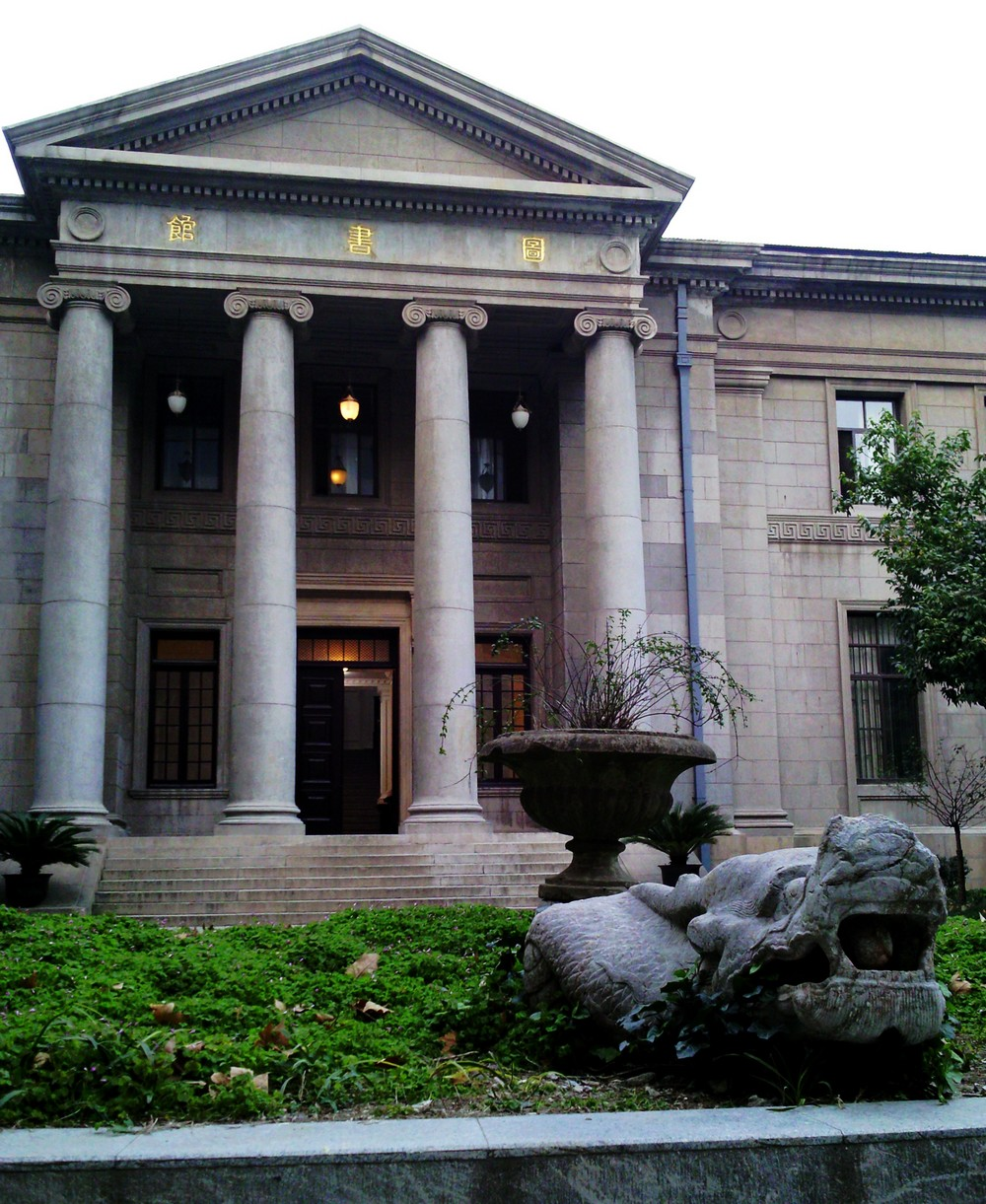
Bibliothek

### Fakultäten
Die Universität Südostchinas verfügt über folgende Fakultäten:
- Maschinenwesen und Energietechnik
- Materialwissenschaft und Chemieingenieurwesen (Chemotechnik)
- Elektrotechnik
- Informationstechnik
- Öffentliche Verwaltung
- Informatik
- Architektur
- Biomedizin und Gerätetechnik
- Management
- Chien-Shiung Wu Honors College
- Fremdsprachen
- Sozialwissenschaft
- Wirtschaftswissenschaft
- Jura
- Medizin
- Kunstgeschichte

### Bibliothek
Die Universitätsbibliothek ist mit einer Fläche von 66.900 m² (Januar 2017) und über 4,24 Mio. Bänden (Dezember2017) eine der 10 größten in China.
- Sipailou: Teilbibliothek für Naturwissenschaften, Techniken und Literatur
- Dingjiaqiao: Teilbibliothek für Biowissenschaften und Medizin
- Liwenzheng: Hauptbibliothek für die meisten Studenten und Studentinnen

### Internationale Kontakte
Internationale Zusammenarbeit und Austausch spielen eine wichtige Rolle bei der Entwicklung der Southeast University. Seit 1978 wurden mehr als 4000 Lehrer oder Forscher für wissenschaftliche Tätigkeiten oder Austausche ins Ausland geschickt und mehr als 3500 ausländische Experten und Lehrer für Vorträge, kooperative Forschung oder akademischen Austausch an die Universität eingeladen. Mehr als Elftausend internationale Studierende aus 100 Ländern haben an der Universität studiert und über 9.000 von ihnen haben ihr Studium an ihr abgeschlossen.
Die Universität verfolgt den Aufbau internationaler Kooperationsprogramme mit anderen Ländern. Bis jetzt hat es Vereinbarungen für freundschaftliche Zusammenarbeit mit mehr als 150 Universitäten, Forschungsinstituten oder Unternehmen in Ländern wie Australien, Großbritannien, Kanada, Frankreich, Deutschland, Italien, Japan, Korea, Singapur, der Schweiz, Schweden, USA usw. gegeben.

## Rankings
Im Jahr 2021 vergab die ShanghaiRanking Consultancy die folgenden Rangplätze:
- Nr. 17 (General Ranking)[1]
- Nr. 1 (A+) im Bereich AI Medizintechnik[2]
- Nr. 1 (A+) im Bereich Biomedizintechnik[3]
- Nr. 2 (A+) im Bereich Kunstgeschichte[4]
- Nr. 2 (A+) im Bereich Architektur[5]
- Nr. 3 (A+) im Bereich Landschaftsgarten[6]

Im Jahr 2017 vergab die China Akademie für Management die folgenden Rangplätze:
- Nr. 16 (General Ranking)[7]
- Nr. 5 im Bereich Ingenieurwissenschaft[8]
- Nr. 18 im Bereich Naturwissenschaft[9]
- Nr. 23 im Bereich Geistes- und Sozialwissenschaften